# Gurú Har Krishan Ji
El Gurú Har Krishan Ji (1656 - 1664) era el hijo menor del Gurú Har Rai Sahib Ji, y el bisnieto del Gurú Hargobind. Fue nombrado Gurú a la tierna edad de 5 años, y murió a los 8, por lo que permaneció como Guru solo 3 años. Tomó para sí mismo el sufrimiento de la gente en Delhi, salvando a la ciudad de los efectos de la epidemia de viruela. El Gurú, instruyó a sus seguidores para construir escuelas con propósitos religiosos. Hay cuatro Gurdwaras en honor a su memoria. No escribió ningún himno religioso. La mayoría de las escuelas Sij actualmente, se llaman como él en honor a su recuerdo.